# Cuentista (espionaje)
Un cuentista es un agente u oficial de inteligencia que genera desinformación, falsedades o información falsa, a menudo sin acceso a auténticas fuentes de inteligencia. Los cuentistas suelen proporcionar documentos falsificados para corroborar sus falsedades. Es una práctica normal de inteligencia colocar a los fabricantes identificados en una lista negra o emitir un "aviso de quemados" sobre ellos y revisar la inteligencia obtenida a través de esta fuente dudosa.
A menudo se cita a un cuentista como fuente fiable de supuesta inteligencia que resulta ser propaganda negra o propaganda de atrocidades, que implica desinformación o información que no ha sido debidamente examinada, pero que se adapta a los intereses de la organización que la difunde. Por lo general, hacen falta varios cuentistas para justificar una gran mentira . El proceso de investigación para filtrar a cuentistas ya  agentes dobles también se conoce como validación de fuente . Ejemplos recientes de esto incluyen el caso de las falsificaciones de uranio de Níger y el del laboratorio de armas móviles en Irak. Hay numerosos casos en los que se cree que la Unión Soviética y sus estados satélites utilizaron a cuentistas para transmitir desinformación y desacreditar a los emigrantes activistas en los Estados Unidos.

## Motivaciones de los cuentistas
Los cuentistas pueden actuar motivados por varios factores:
- El fanatismo o la ideología a menudo se citan como la razón clave detrás de la actividad del cuentista. Cuando el fanatismo o la ideología se vuelven más fuertes que la moral, la invención de bulos puede verse como un medio razonable para un fin. El cuentista puede inventarse la inteligencia falsa para intentar obtener un resultado concreto en una crisis.[6][8]
- Las enfermedades mentales, como las confabulaciones, a menudo combinada con el alcoholismo, hacen que algunas personas se inventen inteligencia, lo que a menudo se hace para satisfacer la fantasía de ser un agente secreto o para obtener atención oficial.[9][10]
- El dinero es un fuerte incentivo para algunos cuentistas. A menudo, un agente que sea una fuente de inteligencia confiable se volverá un cuentista por problemas financieros o codicia. Cuando el agente ya no tiene inteligencia válida para vender al oficial de inteligencia que lo dirige, o sus fuentes se "secan", el agente puede decidir vender inteligencia manipulada o inventada para satisfacer la necesidad o la codicia.

## Cuentistas notables
(en orden histórico)
- Virgilio Scattolini fue director del Centro Social de Acción Católica del Vaticano . Como experiodista, había vendido información falsa del Vaticano a varios periódicos antes de la Segunda Guerra Mundial . Durante la operación VESSEL, en otoño de 1944, se le señaló como un cuentista que proporcionó información falsa sobre el Vaticano a varios agentes de la OSS . La OSS adquirió su información de dos fuentes no relacionadas entre sí, que finalmente permitieron al oficial de contrainteligencia de la OSS, James Angleton, determinar su naturaleza fraudulenta, pero no antes de que el presidente Roosevelt recibiera los informes como auténticos.
- Luis Manuel González Mata-Lledó fue un español que fue despedido en 1962 después de ser sorprendido malversando fondos de su empleador, el servicio de inteligencia de la República Dominicana. En 1963 comenzó su carrera como cuentista. Intentó vender inteligencia inventada y documentos falsificados que implicaban a Rafael Trujillo en un complot para asesinar al presidente Juan Bosch, tanto en República Dominicana como en la Embajada dominicana en París. Más tarde se acercó a la embajada de Estados Unidos en Argel con otro complot que involucraba un "Movimiento de la Tercera República [española]". Con el tiempo, comenzó a hacerse pasar por un oficial de inteligencia cubano que vendía invenciones al gobierno brasileño, a la embajada de Estados Unidos en Bruselas, a Venezuela, Colombia y a los dominicanos. También afirmaba ser agente del servicio de inteligencia franquista SIAEM para el que decía operar con el nombre en clave de Cisne. A finales de la década de 1960, creaba sus propias "tarjetas de archivo de la KGB" y "tarjetas de archivo de la CIA". Para 1973 se había trasladado a París, donde continuó vendiendo fantásticas invenciones y publicó cuatro libros con sus supuestas averiguaciones.[2]
- Lemuel J. Walker era un liberiano que fantaseaba con convertirse en un "agente del servicio secreto estadounidense". A partir de 1963, cuando tenía 17 años de edad, redactó en varias ocasiones documentos falsificados con membrete de agencias del gobierno de los Estados Unidos, incluida la Casa Blanca, el Consejo de Seguridad Nacional y muchos otros. Usó estos documentos para documentar extravagantes complots de golpes e invasiones contra estados africanos por parte de las fuerzas estadounidenses.[2]
- Yehuda Gil fue un agente del Mossad que inventó inteligencia que casi provocó una guerra entre Israel y Siria.[11]
- Manucher Ghorbanifar fue un cuentista iraní que vivía en París y proporcionaba información falsa a las agencias de inteligencia occidentales. Se sospecha que por orden de la inteligencia iraní, con el fin de desinformar a los países occidentales. Proporcionó información falsa al Consejo de Seguridad Nacional de los Estados Unidos con respecto al proceso de armas Irán-Contra para los rehenes.  A pesar de haber sido etiquetado como un cuentista por la CIA, debido a su papel en el asunto Irán-Contra, nuevamente vendió invenciones a la Agencia de Inteligencia de Defensa de los Estados Unidos durante el período previo a la invasión de Irak en 2003, en la Guerra contra el Terrorismo en una reunión en Roma en diciembre de 2001 con representantes de la Subsecretaría de Defensa y una reunión de seguimiento relacionada en junio de 2003. Se acercó a los funcionarios del Departamento de Defensa avisando específicamente que no quería tratar con la CIA.[12] Investigaciones posteriores revelaron que los funcionarios de políticas de la Oficina del Subsecretario de Defensa eludieron a la CIA y recopilaron y utilizaron inteligencia fabulada en el período previo a la invasión de Irak en 2003. El senador Rockafeller, en representación del Comité Selecto de Inteligencia del Senado de los Estados Unidos, declaró que "las reuniones clandestinas entre funcionarios políticos del DOD e iraníes en Roma y París en 2001 y 2003 ... fueron facilitadas por Manucher Ghorbanifar, un exiliado iraní y fabricador de inteligencia. . . . Los funcionarios de política del Pentágono ... llevaron a cabo la recopilación de inteligencia sensible. . . . Fue una operación irregular".[13]
- Ahmed Chalabi es un político iraquí y agente iraní que alimentó y promovió informes de inteligencia falsos sobre armas de destrucción masiva a funcionarios de la Administración Bush para alentar la invasión de Irak en 2003.[14][15]
- Rafid Ahmed Alwan al-Janabi es un ciudadano iraquí que vendió mentiras sobre armas de destrucción masiva iraquíes a los servicios de inteligencia occidentales. Conocido bajo el nombre en clave de Curveball, sus inventos comprometieron la Estimación de Inteligencia Nacional de 2002.[16] Fue un prolífico cuentista, que generó más de 100 informes de inteligencia falsos para el BND alemán y los Estados Unidos. El oficial de la CIA Tyler Drumheller se opuso abiertamente al uso de información procedente de Curveball como justificación para la invasión de Irak en 2003 .[6]
- Se cree que el gobierno de Irán fabula hechos para justificar su propaganda, algunos de los cuales se basan en mentiras que se remontan a la década de 1930.[17] Se ha señalado en varias ocasiones a la televisión Press TV, de propiedad estatal iraní, de difundir noticias inventadas.[18][19]  Ofcom, el regulador de medios independiente de Gran Bretaña, revocó la licencia de Press TV para transmitir en el Reino Unido[20] y la oficina reguladora de medios de Alemania (BLM) solicitó a SES Astra que eliminara el canal del satélite; un tribunal alemán decidió más tarde que la prohibición no estaba justificada.
- Abdullah al-Omar es un propagandista sirio que desertó en 2012 durante la guerra civil siria . Afirmó: "Nuestro trabajo era fabular, inventar bulos y encubrir los crímenes de Bashar al-Assad".[21]